# 越北自治区
越北自治区（越南语：／），是越南民主共和国两个自治区之一，首府太原市，今属高平省、谅山省、太原省、北𣴓省、宣光省和河江省。

## 地理
越北自治区位于越南东北部，北和东接中国云南省和广西壮族自治区，西接老街省和安沛省，南接永富省、河内市和河北省，东南接广宁省。

## 历史
越北自治区的前身是1949年成立的越北联区。1956年7月1日，越南政府以高平省、北𣴓省、谅山省、宣光省（安平县除外）、太原省（普安县、富平县除外）和北江省右陇县设立越北自治区，越北自治区行政区划分自治区、省、州、社4级。但不久又改州为县。
越北自治区首府在太原市社，下辖高平省、谅山省、太原省、北𣴓省和宣光省5省。
1957年6月17日，永福省普安县、北江省富平县划回太原省管辖。
1958年3月20日，高平省镇边县更名为茶岭县。
1959年3月23日，河江省划归越北自治区管辖。
1962年10月19日，太原省太原市社改制为太原市。
1962年12月15日，河江省同文县析置苗旺县和安铭县，渭川县析置官坝县。
1963年3月14日，高平省设立省直辖静肃市镇。
1964年12月16日，谅山省恬熙县和凭莫县6社合并为文关县，温州县和凭莫县剩余8社合并为枝陵县，文渊县和脱朗县合并为文朗县。
1965年4月1日，河江省黄树皮县析置箐门县。
1965年4月21日，太原省和北𣴓省合并为北太省。
1966年4月7日，高平省河广县析置通农县。
1967年3月8日，高平省广渊县和复和县合并为广和县。
1967年4月14日，北太省北𣴓市社并入白通县。
1969年9月15日，高平省下琅县并入广和县和重庆县。
1975年12月27日，越南国会通过决议，废除1959年宪法里有关“自治区”的相关条款，同时撤销西北自治区和越北自治区两个自治区，辖下各省由中央政府直接管辖。